# Assedio di Portsmouth
L'assedio di Portsmouth fu uno scontro che si svolse dal 10 agosto al 7 settembre 1642 presso Portsmouth, nell'Hampshire, in Inghilterra. Essa fu parte della prima guerra civile inglese, contrapponendo Realisti e Parlamentaristi. L'assedio portò alla caduta della città di Portsmouth nelle mani delle forze del parlamento inglese dopo poco meno di un mese di conflitto.

## Preludio
Nel preludio della guerra, Portsmouth era vista come un punto particolarmente importante a livello strategico sia per il parlamento inglese che per il re e le sue forze. Le fortificazioni di Portsmouth erano così imponenti che gli strateghi militari del parlamento, dopo la vittoria, dissero che propriamente armata e con una buona guarnigione, la cittadina avrebbe avuto necessità di 40 000 nemici per essere conquistata. Il suo governatore all'epoca era George Goring che aveva tentato di convincere entrambe le parti in guerra della sua lealtà, ricevendone in cambio fondi sia dal re che dal parlamento. Nel 1641, Goring iniziò a lavorare alle difese della città. Dal mese di novembre, il parlamento aveva ricevuto la notizia che tali opere di fortificazione si erano concentrate presso la città e, temendo la sua slealtà, Goring venne convocato al parlamento per relazionare personalmente lo status delle cose. Ovviamente Goring non solo fu in grado di convincere la camera dei comuni della sua innocenza, ma fu in grado di ottenere anche ulteriori finanziamenti per le sue opere di fortificazione.

## Le schermaglie
Il 2 agosto, Goring decise di dichiarare pubblicamente la sua fedeltà al re. Il parlamento tentò di scatenargli contro un blocco marittimo dall'8 agosto successivo, con navi comandate da Robert Rich, II conte di Warwick. Via terra, le forze parlamentari riuscirono ad assemblarsi presso Portsdown Hill il 10 agosto. Goring ad ogni modo non aveva ancora predisposto i preparativi per un assedio. Non solo le opere di fortificazione apparivano incomplete, ma i magazzini della città avevano rifornimenti per due giorni. Tra il 10 ed il 12 agosto, la guarnigione di Portsmouth razziò alcune fattorie dell'isola di Portsea alla ricerca di cibo da riportare in città in previsione di un assedio. Le forze parlamentariste risposero inviando delle forze di terra con due cannoni a sudest dell'isola e trasportando in salvo donne, bambini, mucche e capre verso l'isola di Hayling. A questo punto le forze di Goring si attestavano a circa 500 uomini.

## La caduta del Portsbridge
Le difese reali al ponte sul Portsbridge Creek vennero attaccate da 20 uomini delle forze parlamentariste la sera del 12 agosto. I difensori erano appena 8 e posero una resistenza minima. Un uomo venne catturato mentre gli altri sette riuscirono a fuggire. I parlamentaristi catturarono inoltre il piccolo forte presente a nord del ponte.

## L'assedio
Con le forze parlamentariste ora sull'isola di Portsea, si crearono una serie di schermaglie che provocarono perdite da ambo le parti, come pure diversi prigionieri che vennero poi scambiati. La diserzione divenne un problema nelle forze realiste e dal 15 agosto la guarnigione realista era scesa a 200 uomini, dei quali la metà era intenzionata ad andarsene alla prima occasione. Per contro, gli assedianti parlamentaristi disponevano di 740 uomini in tutto. Durante questa fase del conflitto, si tennero diversi parley, ma oltre a scambi di prigionieri non si venne a capo di nulla.
Il conflitto non venne limitato alle sole schermaglie al largo. La notte del 15 agosto, le forze parlamentariste al comando del capitano Browne Bushell catturarono l'imbarcazione Henrietta Marie. Sette navi bloccarono il porto.
Nel frattempo, le forze parlamentariste iniziarono a preparare le loro posizioni di fuoco a Gosport sotto la direzione di John Meldrum. Le forze dei realisti tentarono di bombardare la posizione ma ebbero ben poco effetto. I parlamentaristi aprirono il fuoco sulla città con due cannoni il 20 agosto.

## La caduta del castello di Southsea
All'inizio di settembre, la guarnigione realista del castello di Southsea era composta solo da una dozzina di uomini. La notte del 4 settembre, una forza di parlamentaristi composta da 400 fanti e sostenuta dalla cavalleria attaccò il castello. Anche se questi uomini vennero individuati e cannoneggiati dagli spalti di Portsmouth, furono in grado di raggiungere il castello. Simultaneamente, un piccolo gruppo di altri uomini si portò al cancello principale e chiese la resa del castello. Il capitano Challoner si presentò ubriaco e chiese loro di tornare la mattina successiva. Nel contempo, i cannoni di Portsmouth aprirono ancora una volta il fuoco sulle forze assedianti ed i parlamentaristi risposero scalando le mura e catturando il castello senza incontrare ulteriori opposizioni. I parlamentaristi si insediarono al castello con la loro guarnigione e ne impedirono successive ricatture.

## La resa
Con la caduta del castello di Southsea, i Realisti subirono ulteriori diserzioni e le loro forze scesero a 50–60 uomini in tutto. I negoziati per la resa iniziarono alle 10:00 del 4 settembre, con un accordo finale raggiunto per le 19:00. Sulla base di questo accordo, la guarnigione avrebbe ottenuto libero passaggio verso le proprie file e il rilascio di tutti i prigionieri ad eccezione dei disertori. Goring scelse la via dell'esilio in Olanda. I Realisti riuscirono ad ottenere termini di resa loro favorevoli minacciando in caso contrario di far esplodere le riserve di polvere da sparo di Portsmouth che ammontavano a 1200 barili posti presso la Square Tower. L'evacuazione della città poté dirsi completa il 7 settembre alle 06:00.